# Saga rodu z Laxdalu

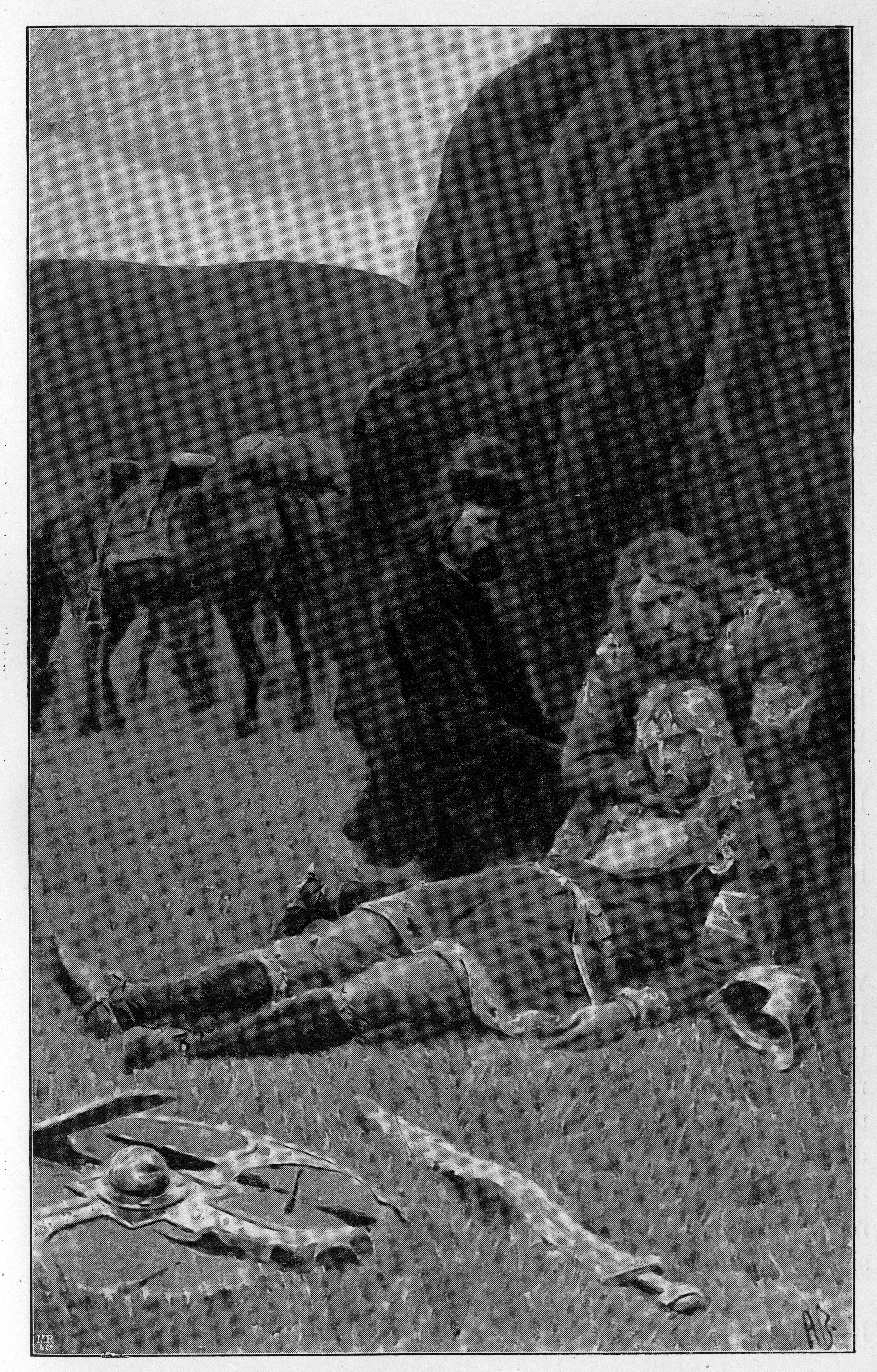
Kjartan Ólafsson umiera na rękach swojego przybranego brata Bolliego Þorleikssona

Saga rodu z Laxdalu (isl. Laxdæla saga) – XIII-wieczna islandzka saga opisująca historię ludzi znad zatoki Breiðafjörður od końca IX do początku XI wieku. Główny wątek sagi skupia się na miłosnym trójkącie pomiędzy Guðrún Ósvífrsdóttir, Kjartanem Ólafssonem i Bolli Þorleiksson.
Podobnie jak Saga o Njalu ceniona jest za piękny poetycki język oraz barwne opisy przyrody i wydarzeń, w których nie brak często morderstw. To jedna z najpopularniejszych sag na Islandii, która wiele mówi nie tylko o jej historii, sławnych rodach, ale także o miłości.

## Autorstwo i źródła

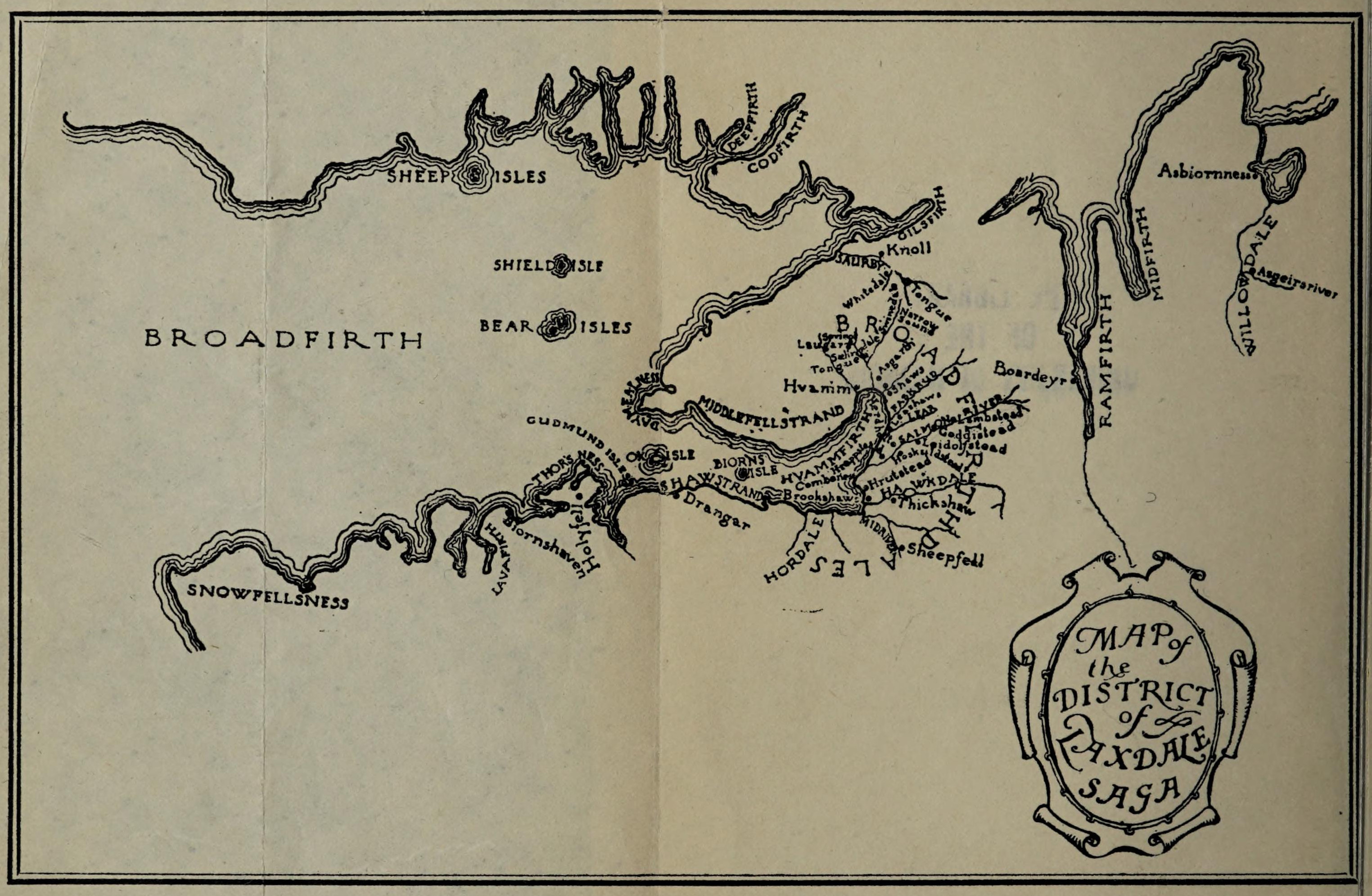
Mapa regionu, w którym rozgrywa się akcja sagi

Autorstwo sagi, podobnie jak i wielu innych sag islandzkich, pozostaje nieznane. Istnieją jednak przypuszczenia, że autorką mogła być kobieta, ponieważ cały utwór sporo miejsca poświęca właśnie kobietom. Ponadto obszerna wiedza autora o miejscach i warunkach panujących nad zatoką Breiðafjörður sugeruje, że musiał on mieszkać w zachodniej Islandii. Sam utwór został spisany prawdopodobnie  między 1230 a 1260 rokiem. 
W kilku miejscach saga wyraźnie odnosi się do innych źródeł pisanych. Dwukrotnie przytacza m.in. pisma Ariego Þorgilssona, raz zaginioną sagę Þorgils saga Höllusonar oraz sagę Njarðvíkinga saga. Prawdopodobnie autor znał jeszcze kilka innych historycznych źródeł, na których oparł swój utwór, niemniej jednak jego głównym źródłem informacji musiały być tradycje ustne, które rozwinął i ukształtował na własne potrzeby.

## Manuskrypty
Saga zachowała się w licznych rękopisach, z czego najstarszy z nich zawierający kompletny utwór to datowany na połowę XIV wieku Möðruvallabók. Jest również pięć pergaminowych fragmentów, z których najstarszy pochodzi z około 1250 roku. Licznie zachowały się też późniejsze rękopisy, które poza tekstem sagi zawierają także jej krytykę.
Uczeni podzielili rękopisy na dwie grupy: Y oraz Z. W pierwszej znajduje się Möðruvallabók, a w drugiej najstarsze fragmenty sagi. Największą rozbieżnością między grupami jest to, że grupa Y zawiera dodatkowe dziesięć rozdziałów, które nie zostały napisane przez oryginalnego autora, tylko przez Bolla þáttr Bollasonara. Z tego powodu są one traktowane jako osobne dzieło.

## Streszczenie

### Wstęp
Akcja sagi rozpoczyna się w Norwegii pod koniec IX wieku, kiedy to Ketill Flatnose wraz z rodziną porzuca ojczyznę, by uciec przed tyranią króla Haralda Pięknowłosego. Podróżnicy udają się najpierw do Szkocji, następnie na Orkady i Wyspy Owcze, by ostatecznie osiąść na zachodzie Islandii w okolicach zatoki Breiðafjörður. Podczas tej podróży główną postacią staje się córka Ketilla, Unnr.

### Historia Höskuldura
Wiele lat później prawnuk Unnur, Höskuldur Dala-Kollsson postanawia udać się do Norwegii po drewno potrzebne do budowy domu. Przy okazji poznaje tam piękną, ale niemą niewolnicę, którą wykupuje za sporą sumę pieniędzy. Spotyka również norweskiego króla Haralda, od którego otrzymuje drewno, jak również pierścień i miecz. Po powrocie na Islandię niewolnica rodzi Höskuldrowi syna, któremu dają na imię Olaf. Pewnego dnia, kiedy Olaf ma już dwa lata, Höskuldr podsłuchuje ich rozmowę i odkrywa, że dziewczyna wcale nie jest niema. Mówi jej, że nie musi już dłużej udawać i prosi ją, by ujawniła swoje imię. Okazuje się, że nazywa się Melkorka i jest córką irlandzkiego króla Mýrkjartana, którą porwano w wieku piętnastu lat.
Kiedy Olaf ma osiemnaście lat, postanawia udać się do Norwegii, by oddać cześć królowi Haraldowi. Tam zaprzyjaźnia się z jego matka, Gunnhildr, która gdy tylko dowiaduje się, że Olaf zamierza popłynąć do Irlandii i odszukać dziadka, przygotowuje dla niego statek i 60 osobową załogę. Jednakże okręt osiada on na mieliźnie w dodatku z dala od portu. Miejscowi Irlandczycy domagają się jego oddania, gdyż zgodnie z irlandzkim prawem mają taki przywilej. Jednakże Olaf, który płynnie mówi w ich języku, odmawia, a gdy usiłują zająć statek, siłą odpiera atak.
Przypadkiem w pobliżu pojawia się król Mýrkjartana. Olaf wyjaśnia mu, że jest synem jego córki Melkorki i na dowód pokazuje mu pierścień, który kiedyś otrzymała od niego w prezencie. Król, po jego dokładnym obejrzeniu, uznaje Olafa za swojego krewnego i zabiera do siebie, gdzie spędza zimę i walczy z najeźdźcami. Mýrkjartana proponuje mu również koronę, ale Olaf odrzuca ofertę i powraca do domu na Islandii
Po podróży, która przyniosła mu wielką sławę, Olaf postanawia na stałe osiąść na Islandii. Żeni się z Þorgerðr, córką Egilla Skallagrímssona, z którą ma wiele dzieci, w tym obiecującego syna Kjartana. Kiedy Höskuldr umiera, przekazuje Olafowi pierścień i miecz, który otrzymał od króla Haralda. Z zazdrości, jego przyrodni brat Þorleikr zaczyna mu ubliżać, więc by zaprowadzić pokój i zgodę, Olaf proponuje mu pomoc w wychowaniu jego syna Bolliego.

### Miłosny trójkąt

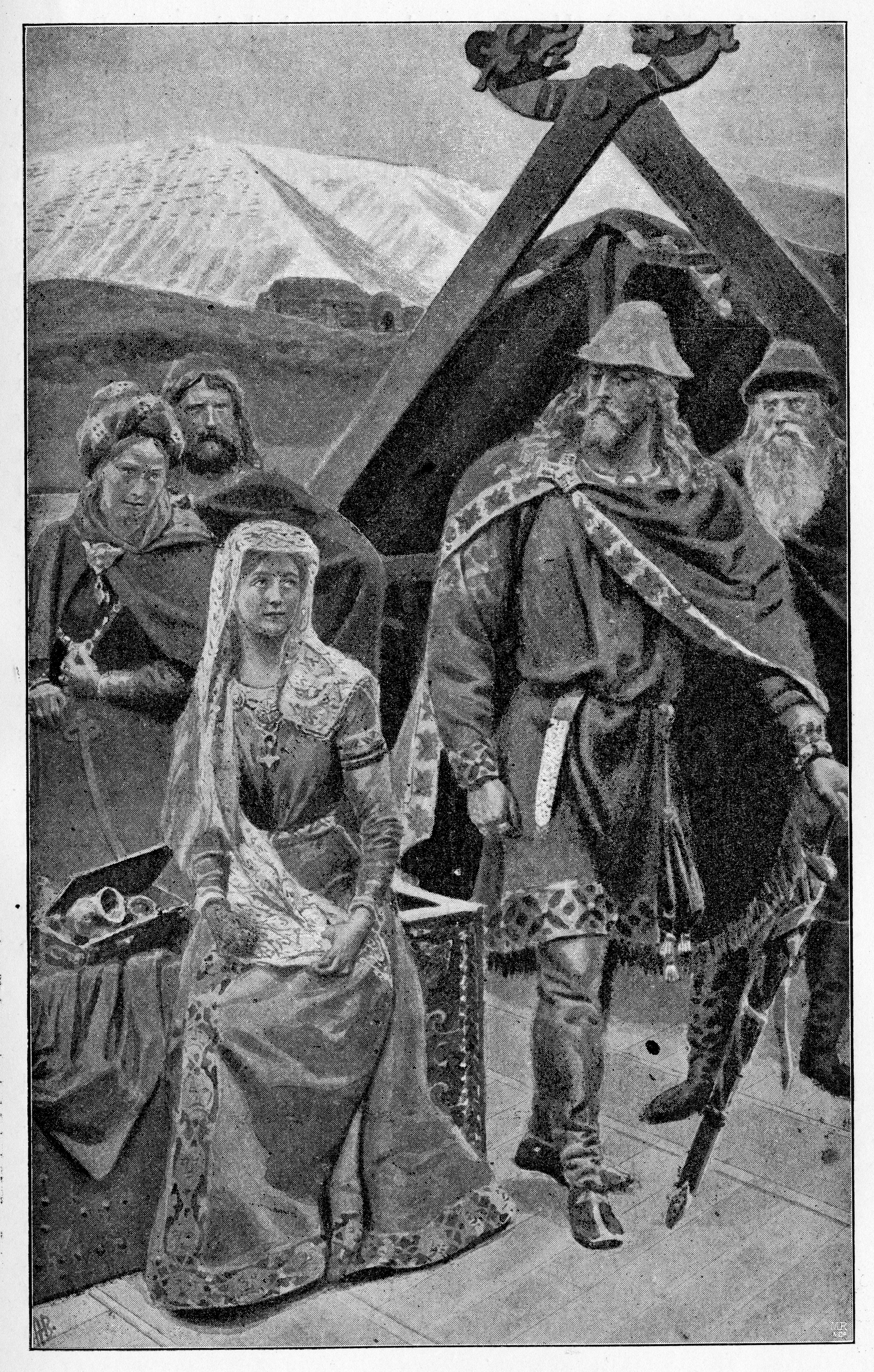
Kjartan i Hrefna

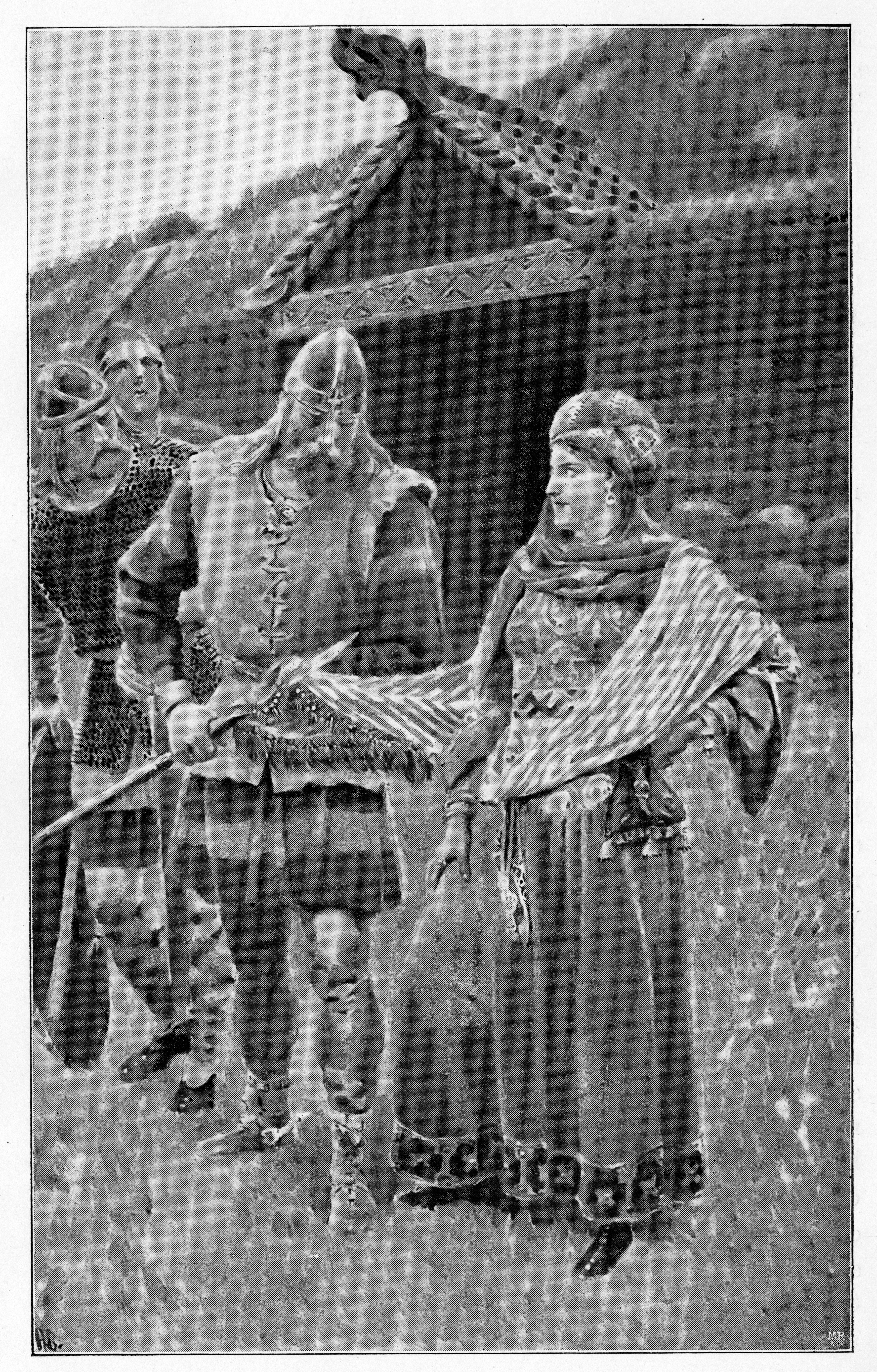
Helgi wyciera swoją włócznię w szal Gudrún po zabójstwie Kjartana

Gudrún Ósvífursdóttir uznawana jest za jedną z najpiękniejszych i najmądrzejszych kobiet na Islandii. Jednakże prześladują ją niepokojące sny, których interpretacji podejmuje się jeden z jej krewnych. Ujawnia jej, że będzie miała czterech mężów, z czego z pierwszym się rozwiedzie, a trzej pozostali umrą. Przepowiednia się sprawdza, gdy Gudrún już w wieku piętnastu lat po raz pierwszy wychodzi za mąż i równie szybko się rozwodzi. Jej drugie małżeństwo jest szczęśliwe, ale krótkie, gdyż pewnego dnia jej mąż tonie.
Dziewczyna przyjaźni się też z Kjartanem i Bollim, którzy wspólnie dorastali i są najlepszymi przyjaciółmi. Gdy pewnego dnia postanawiają wyruszyć za granicę, czuje się zawiedziona ich decyzją i prosi Kjartana, by zabrał ją ze sobą. Ten jednak odmawia i przypomina jej, że ma wiele obowiązków w domu. Pyta ją również, czy poczeka na niego trzy lata, ale Gudrún odmawia, więc żegnają się w niezgodzie.
Po przybyciu do Nidaros w Norwegii dowiadują się, że nastąpiła zmiana władzy. Pogański władca Hákon został zabity przez Olafa Tryggvasona, który objął tron, by szerzyć chrześcijaństwo. Zabronił także kilku prominentnym Islandczykom opuszczania Norwegii, gdyż odrzucili nową wiarę. Kjartan i Bolli postanawiają uczynić to samo. Kjartan sugeruje nawet podpalenie siedziby władcy, gdy będzie on w środku. Ostatecznie jednak ustępuje i wszyscy Islandczycy z Nidaros zostają ochrzczeni.
Ponieważ król bezskutecznie chce nawrócić na chrześcijaństwo całą Islandię, decyduje się wziąć na zakładników Kjartana i kilku innych Islandczyków, by wymusić na wyspiarzach przyjęcie nowej wiary. Wypuszcza jedynie Bolliego, który ma wrócić do domu i o wszystkim opowiedzieć. Gdy spotyka się z Gudrún, mówi jej, że Kjartan szybko do niej nie powróci, gdy jest w niewoli i że nawiązał bliższe relacje z siostrą króla, Ingibjörg. Wykorzystując okazję, sam prosi ją o rękę i choć dziewczyna jest temu bardzo niechętna, to ostatecznie zgadza się na małżeństwo.
Gdy w końcu do Norwegii dociera wiadomość o przyjęciu przez Islandię chrześcijaństwa, król Olaf uwalnia zakładników. Kjartan przed powrotem do domu ostatni raz odwiedza Ingibjörg, która przekazuje mu pięknie haftowane nakrycie głowy i mówi, by wręczył je swojej ukochanej jako prezent ślubny. Jednakże po przybyciu na Islandię dowiaduje się, że Gudrún poślubiła już Bolliego. Zawiedziony Kjartan przypadkowo poznaje piękną kobietę imieniem Hrefna, która przymierza nakrycie głowy otrzymane od Ingibjörg. Postanawia dać jej to jako prezent i poślubić.
Tymczasem Bolli chcąc naprawić relacje z dawnym przyjacielem ofiarowuje mu w prezencie piękne konie, ale Kjartan stanowczo odmawia ich przyjęcia. Podczas wspólnego święta ktoś kradnie jego miecz. Podejrzenie pada na brata Gudrún, co bardzo rozsierdza Kjartana, ale jego ojciec Olaf przekonuje go, że to zbyt trywialna sprawa, żeby robić z niej zamieszanie. Jednakże, kiedy podczas kolejnego święta znika także nakrycie głowy Hrefny, wściekły Kjartan kieruje swój gniew na Bolliego. Z kolei Gudrún chcąc uspokoić sytuację mówi, że nic takiego się nie stało. Kjartan nie mogąc dłużej znieść tej zniewagi, zbiera grupę ludzi i udaje się do domu Bolliego. Każe obstawić strażnikami wszystkie drzwi, by nikt nie mógł się z niego wydostać. Więzi ich w ten sposób przez trzy dni, a potem jeszcze uniemożliwia im kupno ziemi, którą byli zainteresowani.    

### Śmierć i zemsta

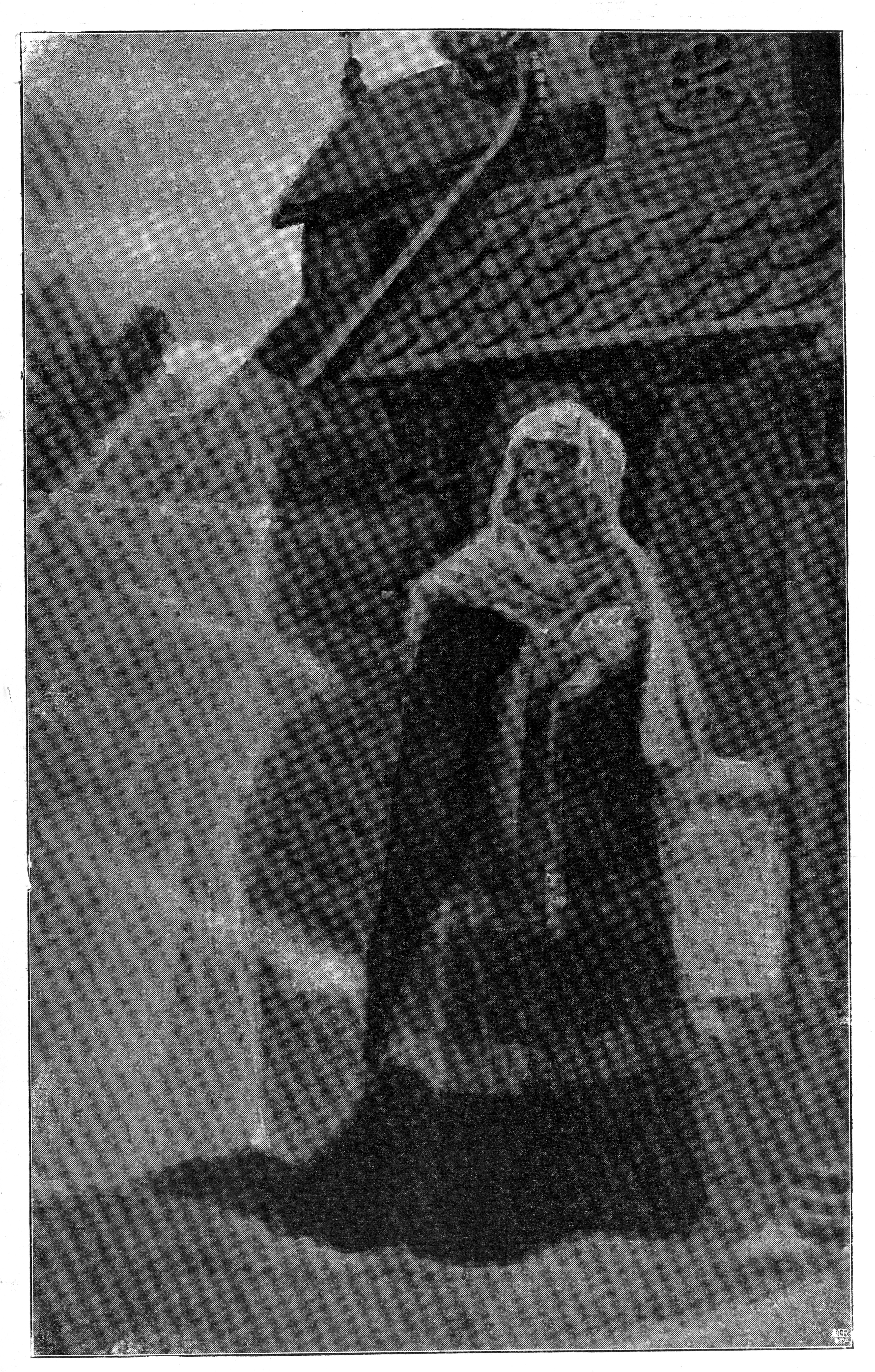
Gudrún spotyka ducha swojego czwartego męża, który zginął na morzu

Po tych wydarzeniach upokorzona Gudrún chce się zemścić na Kjartanie, więc podburza swoich braci do zastawienia na niego pułapki. Prosi również Bolliego, by pozwolił jej jechać z nimi, ale ten stanowczo odmawia. Zmienia jednak zdanie, kiedy Gudrún straszy go rozwodem.
Gdy napotykają Kjartana i jednego z jego towarzyszy, rzucają się do ataku. Robią to wszyscy poza Bollim, który stoi z boku. Pomimo przeważających sił, napastnicy nie mogą dać sobie z nimi rady, więc nawołują go do włączenia się do walki. Gdy Bolli w końcu wyjmuje miecz i kieruje się w stronę Kjartana, ten odrzuca swoją broń i pozwala się zabić. Przepełniony żalem Bolli trzyma w rękach przyjaciela, gdy ten umiera.
Zabójcy Kjartana stają przed miejscowym zgromadzeniem, które skazuje ich na wygnanie z Islandii. Z kolei Bolli, z uwagi sympatię, jaką darzy go Olaf (wnuk Unnr i ojciec Kjartana, który pomagał w jego wychowaniu), prosi go jedynie o wypłatę zadośćuczynienia. Wyrokiem oburzeni są bracia Kjartana, dla których to zbyt pobłażliwa kara.
Kiedy trzy lata później Olaf umiera, jego żona Þorgerðr namawia synów do pomszczenia brata. Pod jej wpływem zbierają się i wraz z nią wyruszają do szałasu, w którym przebywa Bolli i Gudrún. Człowiek imieniem Helgi Hardbeinsson zadaje Bolliemu silny cios włócznią, a jeden z braci Kjartana go dobija. Po zabójstwie Helgi wyciera swoją włócznię szalem Gudrún.
Jakiś czas później Gudrún rodzi syna, któremu nadaje mu imię Bolli. Gdy chłopiec ma 12 lat pokazuje mu i jego starszemu bratu zakrwawiony szal. Rodzeństwo zaczyna planować zemstę, która dokonuje się po pewnym czasie, gdy Bolli mieczem ojca zabija Helgiego. Spirala przemocy spowodowana żądzą zemsty kończy się, kiedy Bolli i jego brat zawierają pokój z braćmi Kjartana. 

### Następstwa
Dorosły Bolli udaje się najpierw do Norwegii na dwór króla Olafa Haraldssona, a potem do Konstantynopola, gdzie zyskuje sławę jako członek straży Waregów. Gudrún po raz czwarty się żeni, lecz jej mąż Þorkell Eyjólfsson ginie na morzu, więc na starość kobieta wstępuje do zakonu i zostaje pustelniczką. 
Ostatni rozdział sagi opisuje rozmowę Bolliego i Gudrún, który wypytuje matkę, którego ze swoich czterech mężów kochała najbardziej. Nie uzyskuje jednak konkretnej odpowiedzi.